# Ultima Cena (Vasari)
L'Ultima cena è un dipinto su tavola (262x580 cm) di Giorgio Vasari risalente al Cinquecento e conservato nel Museo di Santa Croce a Firenze.

## Storia
L'opera venne commissionata da Eleonora di Toledo per il monastero delle Murate di Firenze, dove fu conservata fino alla soppressione dell'ordine religioso avvenuta durante la dominazione di Napoleone Bonaparte.
Successivamente, il dipinto venne trasferito all'interno del complesso di Santa Croce, dove rimase fino al 4 novembre 1966, giorno dell'ultima alluvione di Firenze. Gravemente danneggiato dalle acque dell'Arno che invasero la città, il dipinto venne portato nei depositi della locale Soprintendenza dove rimase per circa 40 anni.
Soltanto a partire dal 2006 venne deciso il restauro, terminato nel corso del 2016, che ha portato alla ricollocazione originaria del dipinto nel Museo di Santa Croce in occasione del cinquantesimo anniversario dell'alluvione.